# Nederländernas Grand Prix 2024
Nederländernas Grand Prix 2024, officiellt Formula 1 Heineken Dutch Grand Prix 2024, är ett Formel 1-lopp som kördes den 25 augusti 2024 på Circuit Zandvoort i Zandvoort i Nederländerna. Loppet var det femtonde ingående i Formel 1-säsongen 2024 och kördes över 72 varv.

## Ställning i mästerskapet före loppet
| Pos. | Förare            | Poäng |
| ---- | ----------------- | ----- |
| 1 ▬  | Max Verstappen    | 277   |
| 2 ▬  | Lando Norris      | 199   |
| 3 ▬  | Charles Leclerc   | 177   |
| 4 ▬  | Oscar Piastri     | 167   |
| 5 ▬  | Carlos Sainz, Jr. | 162   |

| Pos. | Konstruktör           | Poäng |
| ---- | --------------------- | ----- |
| 1 ▬  | Red Bull              | 408   |
| 2 ▬  | McLaren-Mercedes      | 366   |
| 3 ▬  | Ferrari               | 345   |
| 4 ▬  | Mercedes              | 266   |
| 5 ▬  | Aston Martin-Mercedes | 73    |

- Notering: Endast de fem bästa placeringarna i vardera mästerskap finns med på listorna.

## Kvalet
Kvalet kördes den 24 augusti 2024, klockan 15:00 lokal tid (UTC+2).
| Pos.                     | Nr. | Förare           | Konstruktör                  | Kvaltider | Kvaltider | Kvaltider | Start- grid |
| Pos.                     | Nr. | Förare           | Konstruktör                  | Q1        | Q2        | Q3        | Start- grid |
| ------------------------ | --- | ---------------- | ---------------------------- | --------- | --------- | --------- | ----------- |
| 1                        | 4   | Lando Norris     | McLaren-Mercedes             | 1:11.377  | 1:10.496  | 1:09.673  | 1           |
| 2                        | 1   | Max Verstappen   | Red Bull Racing-Honda RBPT   | 1:11.393  | 1:10.811  | 1:10.029  | 2           |
| 3                        | 81  | Oscar Piastri    | McLaren-Mercedes             | 1:11.541  | 1:10.505  | 1:10.172  | 3           |
| 4                        | 63  | George Russell   | Mercedes                     | 1:11.049  | 1:10.552  | 1:10.244  | 4           |
| 5                        | 11  | Sergio Pérez     | Red Bull Racing-Honda RBPT   | 1:11.006  | 1:10.678  | 1:10.416  | 5           |
| 6                        | 16  | Charles Leclerc  | Ferrari                      | 1:11.370  | 1:10.689  | 1:10.582  | 6           |
| 7                        | 14  | Fernando Alonso  | Aston Martin Aramco-Mercedes | 1:11.493  | 1:10.845  | 1:10.633  | 7           |
| 8                        | 18  | Lance Stroll     | Aston Martin Aramco-Mercedes | 1:11.518  | 1:10.661  | 1:10.857  | 8           |
| 9                        | 10  | Pierre Gasly     | Alpine-Renault               | 1:11.718  | 1:10.815  | 1:10.977  | 9           |
| 10                       | 55  | Carlos Sainz Jr. | Ferrari                      | 1:11.327  | 1:10.914  | N/A       | 10          |
| 11                       | 44  | Lewis Hamilton   | Mercedes                     | 1:11.375  | 1:10.948  | N/A       | 141         |
| 12                       | 22  | Yuki Tsunoda     | RB-Honda RBPT                | 1:11.603  | 1:10.955  | N/A       | 11          |
| 13                       | 27  | Nico Hülkenberg  | Haas-Ferrari                 | 1:11.832  | 1:11.215  | N/A       | 12          |
| 14                       | 20  | Kevin Magnussen  | Haas-Ferrari                 | 1:11.630  | 1:11.295  | N/A       | 13          |
| 15                       | 3   | Daniel Ricciardo | RB-Honda RBPT                | 1:11.943  | N/A       | N/A       | 15          |
| 16                       | 31  | Esteban Ocon     | Alpine-Renault               | 1:11.995  | N/A       | N/A       | 16          |
| 17                       | 77  | Valtteri Bottas  | Kick Sauber-Ferrari          | 1:12.168  | N/A       | N/A       | 17          |
| 18                       | 24  | Zhou Guanyu      | Kick Sauber-Ferrari          | 1:13.261  | N/A       | N/A       | 18          |
| DSQ                      | 23  | Alexander Albon  | Williams-Mercedes            | 1:11.503  | 1:10.768  | 1:10.653  | 202         |
| 107 %-gränsen: 1:15.9763 |     |                  |                              |           |           |           |             |
| —                        | 2   | Logan Sargeant   | Williams-Mercedes            | N/A       | N/A       | N/A       | 194         |
| Source:                  |     |                  |                              |           |           |           |             |

Noter
- ^1  – Lewis Hamilton fick tre platsers nedflyttning för att ha varit i vägen för Sergio Pérez i Q1.[6]
- ^2  – Alexander Albon kvalade ursprungligen åtta, men diskvalificerades senare då golvet på hans bil inte mött de tekniska föreskrifterna. Han fick dock tillåtelse att starta i loppet.[6]
- ^3  – Då kvalet kördes på blöt bana så tillämpades inte 107 %-regeln.[7]
- ^4  – Logan Sargeant deltog inte i kvalet då han kraschat i det tredje träningspasset. Han fick dock tillåtelse att starta i loppet.[6]

## Loppet
Loppet kördes den 25 augusti 2024, klockan 15:00 lokal tid (UTC+2), och kördes över 72 varv.
| Pos.                                                              | Nr. | Förare           | Konstruktör                  | Varv | Tid/Bröt    | Placering | Poäng |
| ----------------------------------------------------------------- | --- | ---------------- | ---------------------------- | ---- | ----------- | --------- | ----- |
| 1                                                                 | 4   | Lando Norris     | McLaren-Mercedes             | 72   | 1:30:45.519 | 1         | 261   |
| 2                                                                 | 1   | Max Verstappen   | Red Bull Racing-Honda RBPT   | 72   | +22.896     | 2         | 18    |
| 3                                                                 | 16  | Charles Leclerc  | Ferrari                      | 72   | +25.439     | 6         | 15    |
| 4                                                                 | 81  | Oscar Piastri    | McLaren-Mercedes             | 72   | +27.337     | 3         | 12    |
| 5                                                                 | 55  | Carlos Sainz Jr. | Ferrari                      | 72   | +32.137     | 10        | 10    |
| 6                                                                 | 11  | Sergio Pérez     | Red Bull Racing-Honda RBPT   | 72   | +39.542     | 5         | 8     |
| 7                                                                 | 63  | George Russell   | Mercedes                     | 72   | +44.617     | 4         | 6     |
| 8                                                                 | 44  | Lewis Hamilton   | Mercedes                     | 72   | +49.599     | 14        | 4     |
| 9                                                                 | 10  | Pierre Gasly     | Alpine-Renault               | 71   | +1 varv     | 9         | 2     |
| 10                                                                | 14  | Fernando Alonso  | Aston Martin Aramco-Mercedes | 71   | +1 varv     | 7         | 1     |
| 11                                                                | 27  | Nico Hülkenberg  | Haas-Ferrari                 | 71   | +1 varv     | 12        |       |
| 12                                                                | 3   | Daniel Ricciardo | RB-Honda RBPT                | 71   | +1 varv     | 13        |       |
| 13                                                                | 18  | Lance Stroll     | Aston Martin Aramco-Mercedes | 71   | +1 varv2    | 8         |       |
| 14                                                                | 23  | Alexander Albon  | Williams-Mercedes            | 71   | +1 varv     | 19        |       |
| 15                                                                | 31  | Esteban Ocon     | Alpine-Renault               | 71   | +1 varv     | 15        |       |
| 16                                                                | 2   | Logan Sargeant   | Williams-Mercedes            | 71   | +1 varv     | 18        |       |
| 17                                                                | 22  | Yuki Tsunoda     | RB-Honda RBPT                | 71   | +1 varv     | 11        |       |
| 18                                                                | 20  | Kevin Magnussen  | Haas-Ferrari                 | 71   | +1 varv     | PL        |       |
| 19                                                                | 77  | Valtteri Bottas  | Kick Sauber-Ferrari          | 70   | +2 varv     | 16        |       |
| 20                                                                | 24  | Zhou Guanyu      | Kick Sauber-Ferrari          | 70   | +2 varv     | 17        |       |
| Fastest lap: Lando Norris (McLaren-Mercedes) – 1:13.817 (varv 72) |     |                  |                              |      |             |           |       |
| Källor:                                                           |     |                  |                              |      |             |           |       |

Noter
- ^1  – Inkluderar en extra poäng för snabbaste varv.[9]
- ^2  – Lance Stroll kom i mål på tvolfte plats, men fick fem sekunders bestraffning för att ha kört för fort i depån.[8]

## Ställning i mästerskapet efter loppet
| Pos. | Förare            | Poäng |
| ---- | ----------------- | ----- |
| 1 ▬  | Max Verstappen    | 295   |
| 2 ▬  | Lando Norris      | 225   |
| 3 ▬  | Charles Leclerc   | 192   |
| 4 ▬  | Oscar Piastri     | 179   |
| 5 ▬  | Carlos Sainz, Jr. | 172   |

| Pos. | Konstruktör           | Poäng |
| ---- | --------------------- | ----- |
| 1 ▬  | Red Bull              | 434   |
| 2 ▬  | McLaren-Mercedes      | 404   |
| 3 ▬  | Ferrari               | 370   |
| 4 ▬  | Mercedes              | 276   |
| 5 ▬  | Aston Martin-Mercedes | 74    |

- Notering: Endast de fem bästa placeringarna i vardera mästerskap finns med på listorna.